# ريكو غروس

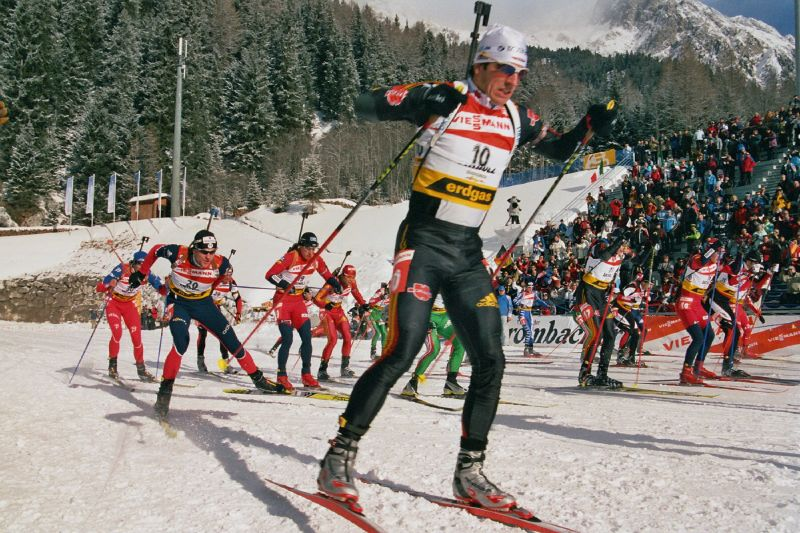
ريكو غروس.

ريكو غروس (بالألمانية: Ricco Groß) (Ricco Gross) هو لاعب أولمبي لرياضة بياثلون من ألمانيا. شارك في الأولمبياد الشتوي في 1992–2006، وفاز بما مجموعه 8 ميداليات.
متزوج وله ثلاثة من الأبناء.

## الميداليات
| ذهب | فضة | برونز | المجموع |
| 4   | 3   | 1     | 8       |

## روابط خارجية
- ريكو غروس على موقع IBU (الإنجليزية)
- ريكو غروس على موقع الاتحاد الدولي للتزلج (التزلج الريفي) (الإنجليزية)
- ريكو غروس على موقع اللجنة الأولمبية الدولية (الإنجليزية)
- ريكو غروس على موقع أوليمبيديا (الإنجليزية)